# Maurice Schlesinger
Maurice Adolphe Schlesinger, Moritz Adolph Schlesinger, właśc. Mora Abraham Schlesinger (ur. 3 października 1798 w Berlinie, zm. 25 lutego 1871 w Baden-Baden) – niemiecki wydawca muzyczny.

## Życiorys
Syn wydawcy Adolpha Martina Schlesingera. W młodości pracował w firmie ojca, w 1819 roku wyjechał do Paryża, gdzie początkowo zatrudnił się jako księgarz. Od 1821 roku prowadził własne wydawnictwo muzyczne. Od 1834 roku wydawał czasopismo „Gazette musicale de Paris”, które po połączeniu w 1835 z „Revue musicale” i zmianie tytułu na „Revue et gazette musicale” ukazywało się do 1880 roku. W swoim wydawnictwie publikował partytury i wyciągi fortepianowe z oper, w sumie wydając około 4500 pozycji. Opublikował liczne dzieła takich kompozytorów jak Ludwig van Beethoven, Gaetano Donizetti, Giacomo Meyerbeer, Hector Berlioz, Ferenc Liszt i Fryderyk Chopin. W latach 1840–1842 pracownikiem jego wydawnictwa był młody Richard Wagner. W 1846 roku odsprzedał swoje wydawnictwo Louisowi Brandusowi.
Prywatnie zasłynął jako człowiek gwałtowny i konfliktowy, jego osoba posłużyła Gustave’owi Flaubertowi jako pierwowzór postaci Jacques’a Arnoux w powieści Szkoła uczuć.